# X-gênero

Bandeira do orgulho x-gênero

X-gênero (em japonês:  Xジェンダー, transl. x-jendā) é um terceiro gênero que difere de F, de feminino, e M, de masculino.

## Origem da palavra
A expressão gênero X é composta pela letra X (xis), que é usado em muitos países em documentos para indeterminação de gênero (por exemplo, na Áustria). E gênero é entendido no Japão de acordo com o significado em inglês (gender). A composição teve origem no próprio Japão e só é usada lá. Em contraste, os termos internacionais “transgênero”, “genderqueer” ou “não binário” raramente são usados para tais identidades de gênero no Japão.
Presume-se que a origem da expressão seja a região de Kansai, na principal ilha japonesa, onde apareceu repetidamente em publicações de grupos queer (homossexuais) no decorrer da década de 1990, embora a origem exata seja desconhecida. Pela primeira vez, o significado é considerado e definido em detalhes em uma edição da revista Poco a poco, que foi publicada por G-Front Kansai em 2000 e continha vários artigos sobre pessoas que poderiam ser classificadas na categoria de gênero X-gênero. No entanto, o próprio nome só apareceu no glossário. Por um dos membros fundadores do grupo, que participou de várias entrevistas e documentários, x-jendā (em japonês, pronuncia-se ekkusu jendā) foi posteriormente estabelecido. Como resultado, o termo se tornou mais difundido por meio de seu uso nas redes sociais e aumento da conscientização sobre o discurso de gênero na opinião pública.

## Classificação
O gênero X é considerado parte do espectro transgênero e é frequentemente visto como um transtorno de identidade de gênero (em japonês:  性同一性障害, transl. seidōitsuseishōgai). Embora o termo não tenha aparecido até a virada do milênio, identidades de terceiro gênero são conhecidas no Japão (como okama ou onabe) e fora dele há muito tempo (como Hijra na Índia, Kathoey na Tailândia ou pan-indígena dois-espíritos). Uma vez que as mais diversas identidades de gênero são resumidas com gênero X, não há uma definição clara desta categoria em termos de um gênero específico; três subgrupos são comuns:
- 両性: Indivíduos com características de ambos os sexos (androginia/intersexo)
- 中性: Pessoas com uma identidade de gênero além do homenidade ou da mulheridade ("terceiro gênero" ou neutro)
- 無性: Pessoas que não têm características de gênero claras ou que não querem se comprometer com um dos dois papéis de gênero (ageneridade)

A palavra componente 性 (-sei) usada em todos esses termos significa “gênero” e se refere a características biológicas e identitárias.
Os significados de “transgênero” e “transtorno de identidade de gênero” originalmente se referiam à mudança entre os dois sexos homem–mulher: de um completamente para o outro (transexualidade). Parte das ideias era de que existia apenas essa bissexualidade, agora tida como bigeneridade, combinada com uma heteronormatividade da respectiva orientação sexual (amor do sexo oposto). Em contraste, o X-gênero japonês oferece uma possibilidade indefinida de atribuição de gênero fora das duas categorias, sem questionar sua binariedade ou cisnormatividade.
Os termos FtX/F2X (female to x-gender, de sexo feminino para x-gênero), MtX/M2X (male to x-gender, de sexo masculino para x-gênero) e XtX/X2X (x-gênero para x-gênero, que seria um sexo neutro para intersexo) são usados para expressar a sexo/gênero atribuído ao nascer, indicando uma transição de gênero, semelhantes a MtF/M2F, de mulher trans ou transfeminina, e FtM/F2M, de homem trans ou transmasculino.

## Ver Também
- Latinx#A letra X